# Java Data Mining
Pour les articles homonymes, voir JDM.
 (octobre 2012).
Si vous disposez d'ouvrages ou d'articles de référence ou si vous connaissez des sites web de qualité traitant du thème abordé ici, merci de compléter l'article en donnant les références utiles à sa vérifiabilité et en les liant à la section « Notes et références ».
 (mars 2023).
Java Data Mining (JDM) est une interface de programmation standardisée du langage Java, qui permet de développer des applications et des outils d’extraction de données.
JDM définit un modèle objet et une API Java pour les objets et les processus d'extraction de données.
JDM permet à des applications d'intégrer la technologie d’extraction de données pour développer des applications prédictives et des outils d'analyses.
La norme de JDM 1.0 a été développée en [Quand ?] sous le processus de la communauté Java sous la référence : JSR 73.
En 2006, les spécifications de JDM 2.0 sont développées sous JSR 247.
Diverses fonctions de d’extraction de données et des techniques comme la classification statistique et l'association, l'analyse de régression et data clustering sont couvertes par la version 1.0 de cette norme.